# Lijst van beelden in IJsselstein
Dit is een (onvolledige) chronologische lijst van beelden in IJsselstein. Onder een beeld wordt hier verstaan elk driedimensionaal kunstwerk in de openbare ruimte van de Nederlandse gemeente IJsselstein, waarbij beeld wordt gebruikt als verzamelbegrip voor sculpturen, standbeelden, installaties, gedenktekens en overige beeldhouwwerken.
| Geplaatst                      | Omschrijving                        | Kunstenaar                      | Straat                            | Plaats      | Afbeelding |
| ------------------------------ | ----------------------------------- | ------------------------------- | --------------------------------- | ----------- | ---------- |
| 1962                           | De twee zwervers                    | Jan van Luijn                   | Molenplantsoen                    | IJsselstein |            |
| 1963                           | Jonas in de Walvis                  | Pieter d' Hont                  | Benschopperweg (De Hooghe Camp)   | IJsselstein |            |
| 1978                           | Vrouw met kind en kip               | Lucas van Blaaderen             | Benschopperpoort / Molenstraat    | IJsselstein |            |
| 1983                           | Fulco de minstreel                  | Peter Siccama & Martijn Vergouw | Schuttersgracht / Visbrug         | IJsselstein |            |
| 1997                           | Mnemosyne                           | Nicolas Dings                   | Walkade 2-4, (Museum IJsselstein) | IJsselstein |            |
| 2000-2001                      | Lot en Toeval                       | Hans van Lunteren               | Nederlandlaan / Europalaan        | IJsselstein |            |
| 2001                           | Ons verleden schittert in het heden | Jan Wolkers                     | Overtoom (nabij Fulco Theater)    | IJsselstein |            |
| 2001                           | De Kroon                            | Ruud van de Wint                | Rijksweg A2                       | IJsselstein |            |
| 2002                           | De Apenluiders                      | Adriaan Rees                    | Basiliekpad (in het water)        | IJsselstein |            |
| 2005                           | De Koffiepot                        | Klaas Gubbels                   | Basiliekpad / Podiumweg           | IJsselstein |            |
| 2009                           | Bertha van Heukelom                 | Frida van Overbeeke-Verschuur   | Kronenburgplantsoen               | IJsselstein |            |
| 2020                           | Tijdsprong Bommel                   | Wim van Sijl                    | Walkade 2-4, (Museum IJsselstein) | IJsselstein |            |
| onbekend                       | onbekend                            | onbekend                        | Praagsingel/Basiliekpad           | IJsselstein |            |
| Naam? (kunst in roze en blauw) | onbekend                            | onbekend                        | Baronieweg / Beneluxweg           | IJsselstein |            |